# Андерсон, Джаред
Джаред Дован Андерсон (англ. Jared Dovan Anderson); род. 16 ноября 1999, Толидо, США) — американский боксёр-профессионал, выступающий в тяжёлой весовой категории. Двукратный чемпион США (2017, 2018) в тяжёлом весе (до 91 кг), в любителях.
Среди профессионалов бывший чемпион по версии WBO International (2022—2024), чемпион США по версии WBC United States (2023—2024), и молодёжный чемпион Северной Америки по версии NABF Junior (2021—2023) в тяжёлом весе.
Лучшая позиция по рейтингу BoxRec — 13-я (сентябрь 2023) и является 2-м среди американских боксёров тяжёлой весовой категории, а среди основных международных боксёрских организаций занимает: 14-ю позицию рейтинга IBF, 9-ю позицию рейтинга WBO, — входя в ТОП-20 лучших тяжёловесов всего мира.

## Биография
Родился 16 ноября 1999 года в Толидо, штат Огайо. Был одним из 11 детей.

## Любительская карьера
Боксом начал заниматься в 8 лет.
В декабре 2016 года стал чемпионом США среди юношей в тяжёлой весовой категории (до 91 кг).

### Золотые перчатки2017
Выступал в супертяжёлой весовой категории (свыше 91 кг). В 1/16 финала победил Чеда Джонса. В 1/8 финала победил Малика Титуса. В четвертьфинале проиграл Ричарду Торресу.

### Чемпионат США[англ.]2017
Выступал в тяжёлой весовой категории (до 91 кг). В четвертьфинале победил Хесуса Флореса. В полуфинале победил Адриана Тиллмана. В финале победил Кама Авесоме.

### Чемпионат США[англ.]2018
Выступал в тяжёлой весовой категории (до 91 кг). В полуфинале победил Саймона Кирни. В финале победил Адриана Тиллмана.

## Профессиональная карьера
Тренируется у Дерри Райли.
В сентябре 2019 года подписал контракт с промоутерской компанией Top Rank. И 26 октября 2019 года дебютировал на профессиональном ринге. Одержал победу нокаутом в 1-м раунде.
Будучи ещё в любителях Джаред несколько раз присутствовал в тренировочном лагере бывшего чемпиона мира Джозефа Паркера во время его подготовки к боям. А в начале 2020 года он был основным спарринг-партнёром в тренировочном лагере британского чемпиона мира Тайсона Фьюри, помогая ему подготовиться к бою-реваншу «Деонтей Уайлдер — Тайсон Фьюри II».
9 октября 2021 года в Лас-Вегасе (США) досрочно техническим нокаутом во 2-м раунде победил небитого россиянина Владимира Терёшкина (22-0-1), и завоевал вакантный титул молодёжного чемпиона Северной Америки по версии NABF Junior в тяжёлом весе.
11 декабря 2021 года в Нью-Йорке (США) досрочно техническим нокаутом во 2-м раунде победил опытного украинца Александра Тесленко (17-1).
8 апреля 2023 года в Ньюарке (США) досрочно по причине отказа противника от продолжения боя после 3-го раунда победил небитого доминиканца Джорджа Ариаса (18-0), и завоевал вакантный титул чемпиона США по версии WBC United States, и защитил титула по версии WBO International (1-я защита Андерсона) в тяжёлом весе.

### Бой с Чарльзом Мартином
1 июля 2023 года в Толидо, штат Огайо (США) был запланирован бой с небитым казахстанцем Жаном Кособуцким (19-0). Но ввиду проблем казахстанца с визой, он не смог прилететь в США на бой. Подменить казаха на коротком уведомлении вызвался американский экс-чемпион Чарльз Мартин (29-3-1, 26 KO). Бой пройдет в вечере Боба Арума (Top Rank), и покажут по USA ESPN где главным событием будет супербой Арсланбека Махмудова (16-0, 15 КО) против нигерийского нокаутёра Рафы Акпежиори (15-0, 14 КО). Андерсон одержал уверенную победу над Мартином. Он стабильно владел преимуществом на протяжении всего поединка. В третьем раунде ему удалось отправить 37-летнего Мартина в легкий нокдаун. А экс-чемпион, который согласился на бой лишь пару недель назад, хорошо провел пятый раунд, но развить свой успех не смог. Андерсон впервые в своей карьере довел бой до судейского решения и победил со счетом 98-91, 99-90, 99-90.

### Бой с Андреем Руденко
Победил техническим нокаутом в пятом раунде 39-летнего украинского джорнимэна Андрея Руденко (35-7, 21 КО) в главном поединке вечера бокса 26 августа в городе Тулса (Оклахома) США. Андерсон сразу захватил преимущество за счет скорости и разнообразных атакующих действий, и в пятом раунде рефери наказал Руденко за захваты соперника за шею, а затем, когда Руденко перестал делать это и просто пытался закрываться от ударов соперника возле канатов, остановил бой.

### Бой с Риядом Мери
13 апреля 2024 года в Корпус-Кристи (Техас, США) встретился с экс-чемпионом мира в 1-м тяжёлом весе бельгийцем Риядом Мери (32-2, 26 КО). Бой получился неожиданно скучным. Обладая заметным преимуществом в габаритах и ударе, Андерсон шел вперед, выбрасывая больше ударов. Мери в основном отсиживался за блоком, изредка нанося неточно одиночные силовые. Уже со второго раунда в зале был слышен недовольный гул, извещающий бойцов о скучном течении поединка. В середине боя картина не поменялась. Бой шел с дальней дистанции от Джареда, а Мери был за блоком. По окончании скучных 10 раундов судьи выставили счёт: 99-91 (трижды) в пользу Андерсона.

### Бой с Мартином Баколе
3 августа в Лос-Анджелесе (США) в андеркарде боя Мадримов — Кроуфорд вышел на бой с топовым супертяжеловесом из Конго Мартином Баколе (20-1). Андерсон выигрывал первый раунд за счет активности и попаданий, но в конце трёхминутки пропустил боковой и апперкот, оказавшись в нокдауне, добить молодого проспекта помешал гонг. Начиная со второго раунда африканец, почувствовавший успех, начал работать активней выбрасывая большое количество ударов. Андерсону приходилось очень много отрабатывать на ногах, он периодически имел локальные успехи и даже смог выиграть 3-й раунд, но в 5-м раунде вновь пропустив апперкот и оказался на полу. Рефери дал продолжить, но после правого бокового Джаред оказывается на полу снова. Рефери даёт шанс продолжить, но видя, что Баколе доносит чистые попадания, и состояние американца, останавливает бой.

### Бой с Мариосом Колиасом
14 февраля в Нью-Йорке, (США) выступил в рамках чемпионского вечера Денис Беринчик vs Кишон Дэвис. Соперником стал 33-летний гейткипер из Греции Мариос Коллиас (12-3-1, 10 КО). К бою Андерсон подошел с рекордным весом в 116.5 кг и новым тренером. Колиас неожиданно хорошо начал, выиграв первый раунд за счёт точного попадания левым хуком который явно потряс молодого фаворита. Следующие раунды проходили под диктовку Андерсона, он шёл вперед, комбинировал, чаще бил. Колиас приехал не отбывать номер, периодически увесисто взрываясь в ответ, проходили удары слева которые Андерсон. В концовке боя Колиас смог зацепить Джареда и провел серию попаданий, но для победы этого было мало, к тому же закончилось время боя. Счёт судей: 99-91 дважды и 98-92 в пользу Джареда.

## Статистика профессиональных боёв
В таблице перечислены результаты всех поединков боксёров.
В каждой строке указан результат поединка. Дополнительно номер поединка обозначен цветом, который обозначает итог поединка. Расшифровка обозначений и цветов представлена в нижеследующей таблице.
| Пример | Расшифровка                     |
| ------ | ------------------------------- |
|        | Победа                          |
|        | Ничья                           |
|        | Поражение                       |
|        | Планируемый поединок            |
|        | Поединок признан несостоявшимся |
| КО     | Нокаут                          |
| ТКО    | Технический нокаут              |
| PTS    | Решение судей (по очкам)        |
| UD     | Единогласное решение судей      |
| MD     | Решение большинства судей       |
| SD     | Раздельное решение судей        |
| RTD    | Отказ от продолжения боя        |
| DQ     | Дисквалификация                 |
| NC     | Поединок признан несостоявшимся |

| 19 поединков, 18 побед (15 нокаутом), 1 поражение. | 19 поединков, 18 побед (15 нокаутом), 1 поражение. | 19 поединков, 18 побед (15 нокаутом), 1 поражение. | 19 поединков, 18 побед (15 нокаутом), 1 поражение. | 19 поединков, 18 побед (15 нокаутом), 1 поражение.            | 19 поединков, 18 побед (15 нокаутом), 1 поражение. | 19 поединков, 18 побед (15 нокаутом), 1 поражение. |
| Бой                                                | Рекорд                                             | Дата боя                                           | Соперник                                           | Место проведения боя                                          | Результат                                          | Дополнительно |
| -------------------------------------------------- | -------------------------------------------------- | -------------------------------------------------- | -------------------------------------------------- | ------------------------------------------------------------- | -------------------------------------------------- | --- |
| 19                                                 | 18-1                                               | 14 февраля 2025                                    | Мариос Колиас (12-3-1)                             | Мэдисон-сквер-гарден, Нью-Йорк, Нью-Йорк, США                 | UD 10                                              | Счёт: 98-92 и 99-91 (дважды). |
| 18                                                 | 17-1                                               | 3 августа 2024                                     | Мартин Баколе (20-1)                               | BMO Stadium, Лос-Анджелес, Калифорния, США                    | KO 5 (10), 2:07                                    | Бой за титулы WBO International (5-я защита Андерсона) и NABF (вакантный) в тяжёлом весе.                                                                               |
| 17                                                 | 17-0                                               | 13 апреля 2024                                     | Риад Мери (32-2)                                   | American Bank Center, Корпус-Кристи, Техас, США               | UD 10                                              | Защитил титул чемпиона США по версии WBC United States (3-я защита Андерсона) и WBO International (4-я защита Андерсона) в тяжёлом весе. Счёт: 99-91 и 100-90 (дважды). |
| 16                                                 | 16-0                                               | 26 августа 2023                                    | Андрей Руденко (35-6)                              | Hard Rock Hotel & Casino, Талса, Оклахома, США                | TKO 5 (10), 1:40                                   | Защитил титул чемпиона США по версии WBC United States (2-я защита Андерсона) и WBO International (3-я защита Андерсона) в тяжёлом весе.                                |
| 15                                                 | 15-0                                               | 1 июля 2023                                        | Чарльз Мартин (29-3-1)                             | Huntington Center, Толидо, Огайо, США                         | UD 10                                              | Защитил титул чемпиона США по версии WBC United States (1-я защита Андерсона) и WBO International (2-я защита Андерсона) в тяжёлом весе.                                |
| 14                                                 | 14-0                                               | 8 апреля 2023                                      | Джордж Ариас (18-0)                                | Prudential Center, Ньюарк, Нью-Джерси, США                    | RTD 3 (10), 3:00                                   | Завоевал вакантный титул чемпиона США по версии WBC United States и защитил титула по версии WBO International (1-я защита Андерсона) в тяжёлом весе.                   |
| 13                                                 | 13-0                                               | 10 декабря 2022                                    | Джерри Форрест (26-5-2)                            | Мэдисон-сквер-гарден, Манхэттен, Нью-Йорк, штат Нью-Йорк, США | TKO 2 (10), 1:34                                   | Завоевал вакантный титул по версии WBO International в тяжёлом весе. |
| 12                                                 | 12-0                                               | 27 августа 2022                                    | Мильян Ровчанин (24-2)                             | Hard Rock Hotel & Casino, Талса, Оклахома, США                | KO 2 (8), 3:00                                     | |
| 11                                                 | 11-0                                               | 11 декабря 2021                                    | Александр Тесленко (17-1)                          | Мэдисон-сквер-гарден, Манхэттен, Нью-Йорк, штат Нью-Йорк, США | TKO 2 (8), 1:33                                    | |
| 10                                                 | 10-0                                               | 9 октября 2021                                     | Владимир Терёшкин (22-0-1)                         | Ти-Мобайл Арена, Лас-Вегас, Невада, США                       | TKO 2 (8), 2:51                                    | Завоевал вакантный титул молодёжного чемпиона Северной Америки по версии NABF Junior в тяжёлом весе.                                                                    |
| 9                                                  | 9-0                                                | 10 апреля 2021                                     | Джеремайя Карпенси (16-2-1)                        | Osage Casino, Талса, Оклахома, США                            | KO 2 (8), 0:34                                     | Карпенси в нокдауне в 1-м и во 2-м раундах. |
| 8                                                  | 8-0                                                | 13 февраля 2021                                    | Кингсли Ибэ (5-1-1)                                | The Bubble, MGM Grand, Лас-Вегас, Невада, США                 | KO 6 (6), 2:19                                     | |
| 7                                                  | 7-0                                                | 31 октября 2020                                    | Луис Эдуардо Пена (6-1)                            | The Bubble, MGM Grand, Лас-Вегас, Невада, США                 | TKO 1 (6), 2:46                                    | |
| 6                                                  | 6-0                                                | 5 сентября 2020                                    | Родни Эрнандес (13-9-2)                            | The Bubble, MGM Grand, Лас-Вегас, Невада, США                 | TKO 4 (8), 2:22                                    | |
| 5                                                  | 5-0                                                | 16 июля 2020                                       | Эктор Перес (7-2)                                  | MGM Grand, Лас-Вегас, Невада, США                             | TKO 1 (4), 1:45                                    | Перес в нокдауне в 1-м раунде. |
| 4                                                  | 4-0                                                | 9 июня 2020                                        | Джонни Лэнгстон (8-2)                              | MGM Grand, Лас-Вегас, Невада, США                             | TKO 3 (6), 1:55                                    | |
| 3                                                  | 3-0                                                | 18 января 2020                                     | Эндрю Саттерфилд (5-3)                             | Turning Stone Resort Casino, Верона, штат Нью-Йорк, США       | TKO 1 (4), 2:30                                    | |
| 2                                                  | 2-0                                                | 30 ноября 2019                                     | Стивен Кирнон (2-2-1)                              | Cosmopolitan of Las Vegas, Лас-Вегас, Невада, США             | TKO 1 (4), 1:30                                    | |
| 1                                                  | 1-0                                                | 26 октября 2019                                    | Даниэль Инфанте (1-2)                              | Reno-Sparks Convention Center, Рино, Невада, США              | KO 1 (4), 0:54                                     | Дебют в профессионалах. |
| Бой                                                | Рекорд                                             | Дата боя                                           | Соперник                                           | Место проведения боя                                          | Результат                                          | Дополнительно |

## Титулы и достижения

### Любительские
- 2016  Чемпион США среди юношей в тяжёлом весе (до 91 кг).
- 2017  Чемпион США в тяжёлом весе (до 91 кг).
- 2018  Чемпион США в тяжёлом весе (до 91 кг).

### Профессиональные
- Титул NABF Junior в тяжёлом весе (2021—2023).
- Титул WBO International в тяжёлом весе (2022—2024).
- Титул WBC United States в тяжёлом весе (2023—2024).

## Факты
Любимый боксёр — Андре Уорд.